# Arthur Studenroth
Arthur Addison Studenroth (Columbia, 9 ottobre 1899 – Albany, 14 marzo 1992) è stato un mezzofondista statunitense.

## Biografia
Nel 1924 partecipò ai Giochi olimpici di Parigi conquistando l'argento nella corsa campestre a squadre insieme ad Earl Johnson e August Fager.

## Palmarès
| Anno | Manifestazione  | Sede   | Evento          | Risultato | Prestazione | Note |
| ---- | --------------- | ------ | --------------- | --------- | ----------- | ---- |
| 1924 | Giochi olimpici | Parigi | Cross           | 6º        | 36'45"4     |      |
| 1924 | Giochi olimpici | Parigi | Cross a squadre | Argento   | 14 p.       |      |

## Campionati nazionali
- 2 volte campione statunitense delle 5 miglia